# Agnes Günther

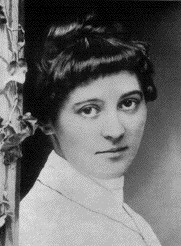
Agnes Günther

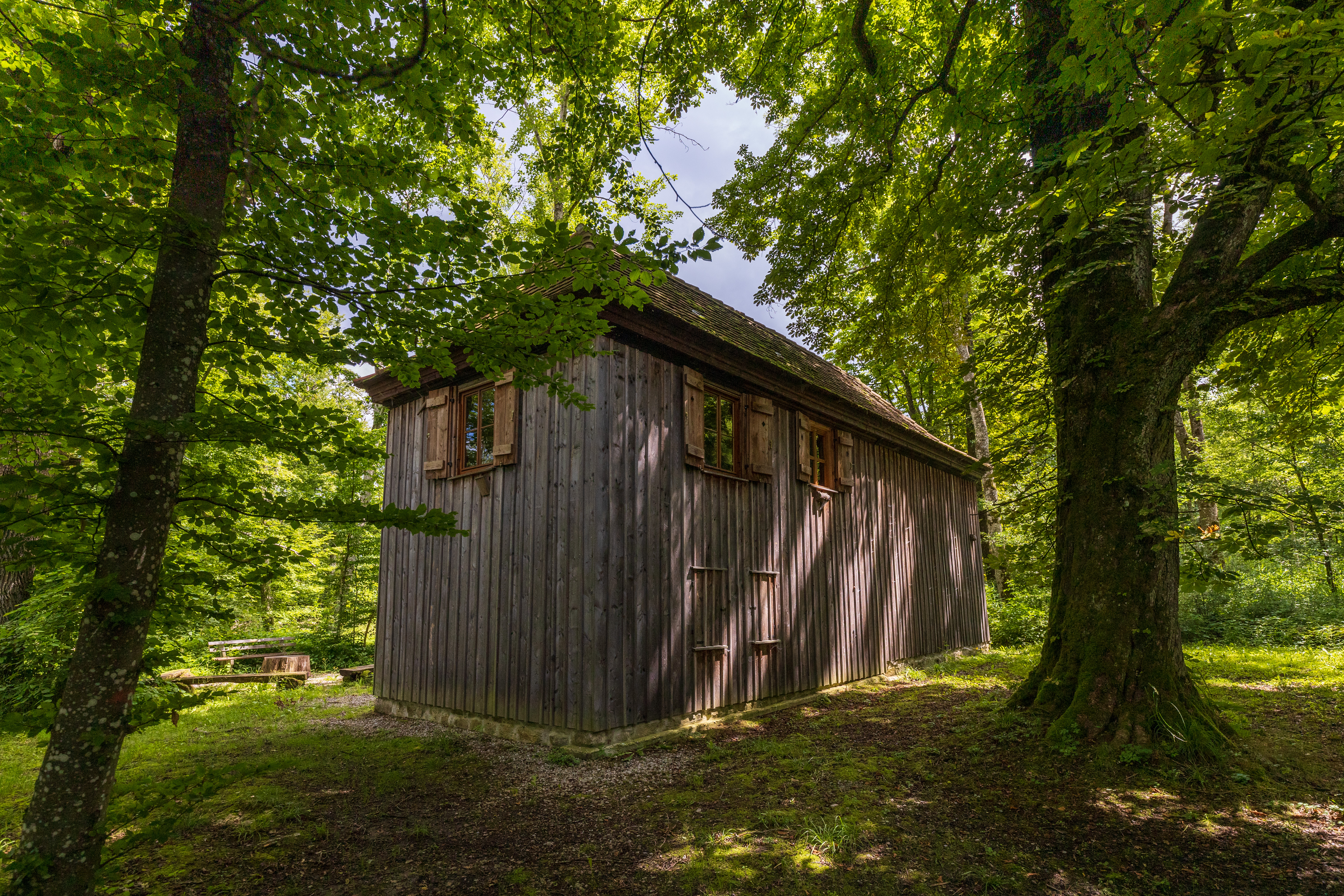
Agnes-Günther-Haus im Wald bei Langenburg

Agnes Günther (geb. Breuning) (* 21. Juli 1863 in Stuttgart; † 16. Februar 1911 in Marburg an der Lahn) war eine deutsche Schriftstellerin.

## Leben
Agnes Breuning war die Tochter des Kaufmanns und Bankiers Hermann Otto Breuning sowie dessen aus England stammender Frau Anna Maria Barrell. Sie besuchte Schulen in Genf und London. 1887 heiratete sie den Theologen Rudolf Günther, mit dem sie zwei Söhne hatte, Gerhard (1889–1976) und Albrecht Erich (1893–1942), die beide in der Weimarer Republik als konservative Publizisten hervortraten. Ihr Mann war von 1891 bis 1906 Stadtpfarrer von Langenburg, einem kleinen hohenlohischen Städtchen oberhalb der Jagst mit Schloss, Stammsitz der Fürsten von Hohenlohe-Langenburg. Sie folgte ihrem Mann nach Marburg, wo er ab 1907 als Privatdozent und später als Professor der kirchlichen Kunst wirkte. 1911 starb sie nach langer Krankheit an einem Lungenleiden.

### Literarisches Schaffen
Im Auftrag der Hohenloher Fürstenfamilie schrieb Günther das Historiendrama Alt Langenburg, das 1905 von einer Laiengruppe aufgeführt wurde. 1906 folgte das Stück Die Hexe, die eine Heilige war, das die Hexenverfolgungen in Langenburg von 1668 bis 1672 thematisierte. Ihr Mann unterstützte sie bei ihren Archivstudien.
Inspiriert von der Landschaft der Hohenloher Ebene schrieb sie dort ihren einzigen Roman Die Heilige und ihr Narr, mit dem sie einen bis in unsere Zeit reichenden, legendären Erfolg errang.
Mit über 140 Auflagen hat die Zahl der gedruckten Exemplare die Millionengrenze längst überschritten, wozu auch die Verfilmungen beigetragen haben.
Das 1913 posthum veröffentlichte Melodram beschreibt Liebe und Leben der Fürstentochter und Halbwaise Rosmarie, deren Glück von der eifersüchtigen Stiefmutter zerstört wird. Der vielgeliebte und – als zu sentimental – ebenso heftig geschmähte Bestseller hat Generationen vor allem weiblicher Leser zu Tränen gerührt.
Die Schauplätze des Romans sind Schloss Langenburg (im Roman Brauneck), Schloss Tierberg (Schweigen) bei Braunsbach und Schloss Morstein (Thorstein) bei Gerabronn.

## Gedenkstätte
In der Carl-Julius-Weber-Gedenkstube im Langenburger Rathaus sind auch einige Gegenstände von Agnes Günther ausgestellt.

## Werke
- Die Heilige und ihr Narr, Verlag J. F. Steinkopf, Stuttgart 1913; zuletzt: 144. Auflage. Steinkopf, Kiel 2011, ISBN 978-3-7984-0813-5. Digitalisat des ersten Bandes, Digitalisat des zweiten Bandes. Neuausgabe, beide Bände in einem Buch, Hofenberg, Berlin 2016, ISBN 978-3-86199-803-7.
- Von der Hexe, die eine Heilige war. Mit 12 Illustrationen von Tilla Ebhardt. Verlag der christlichen Welt, Marburg an der Lahn 1913 (Projekt Gutenberg). Neuausgabe Hofenberg, Berlin 2016, ISBN 978-3-86199-805-1.